# 盖尔·马胡利特
盖尔·马胡利特（荷蘭語：Gayle Mahulette，1993年4月17日—），荷蘭女子羽毛球運動員。

## 簡歷
2015年4月，盖尔·马胡利特出戰荷蘭國際賽，與谢丽尔·塞尔宁合作贏得女子雙打比賽冠軍。

## 主要比賽成績
只列出曾進入準決賽的國際賽事成績：
| 年份   | 賽事                     | 公開賽級別 | 項目     | 拍檔          | 成績   |
| ------ | ------------------------ | ---------- | -------- | ------------- | ------ |
| 2013年 | 立陶宛羽毛球公開賽       | 未來系列賽 | 女子雙打 | Alida Chen    | 亞軍   |
| 2014年 | 愛沙尼亞羽毛球國際賽     | 國際系列賽 | 女子雙打 | 米凯·哈尔克马 | 亞軍   |
| 2015年 | 荷蘭羽毛球國際賽         | 國際系列賽 | 女子雙打 | 谢丽尔·塞尔宁 | 冠軍   |
| 2015年 | 斯洛伐克羽毛球公開賽     | 未來系列賽 | 女子單打 | －            | 亞軍   |
| 2015年 | 斯洛伐克羽毛球公開賽     | 未來系列賽 | 女子雙打 | 谢丽尔·塞尔宁 | 冠軍   |
| 2017年 | 愛爾蘭羽毛球公開賽       | 國際系列賽 | 女子單打 | －            | 準決賽 |
| 2018年 | 瑞典羽毛球公開賽         | 國際系列賽 | 女子單打 | －            | 準決賽 |
| 2018年 | 西班牙羽毛球國際賽       | 國際挑戰賽 | 女子單打 | －            | 準決賽 |
| 2018年 | 威爾斯羽毛球國際賽       | 國際系列賽 | 女子單打 | －            | 亞軍   |
| 2019年 | 歐洲羽毛球混合團體錦標賽 | 其他       | 混合團體 | －            | 季軍   |
| 2021年 | 波蘭羽毛球公開賽         | 國際挑戰賽 | 女子單打 | －            | 準決賽 |

| 2007-2017年 | 首要超級賽 | 超級賽 | 黃金大獎賽 | 大獎賽 | 國際挑戰賽 | 國際系列賽 | 未來系列賽 | 其他 |

| 2018-2026年 | 總決賽 | 超級1000賽 | 超級750賽 | 超級500賽 | 超級300賽 | 超級100賽 | 國際挑戰賽 | 國際系列賽 | 未來系列賽 | 其他 |

### 奧運會和世錦賽參賽紀錄
|          | 2018 |
| -------- | ---- |
| 女子單打 | 48強 |

## 外部連結
- 盖尔·马胡利特的Facebook專頁